# 更別村

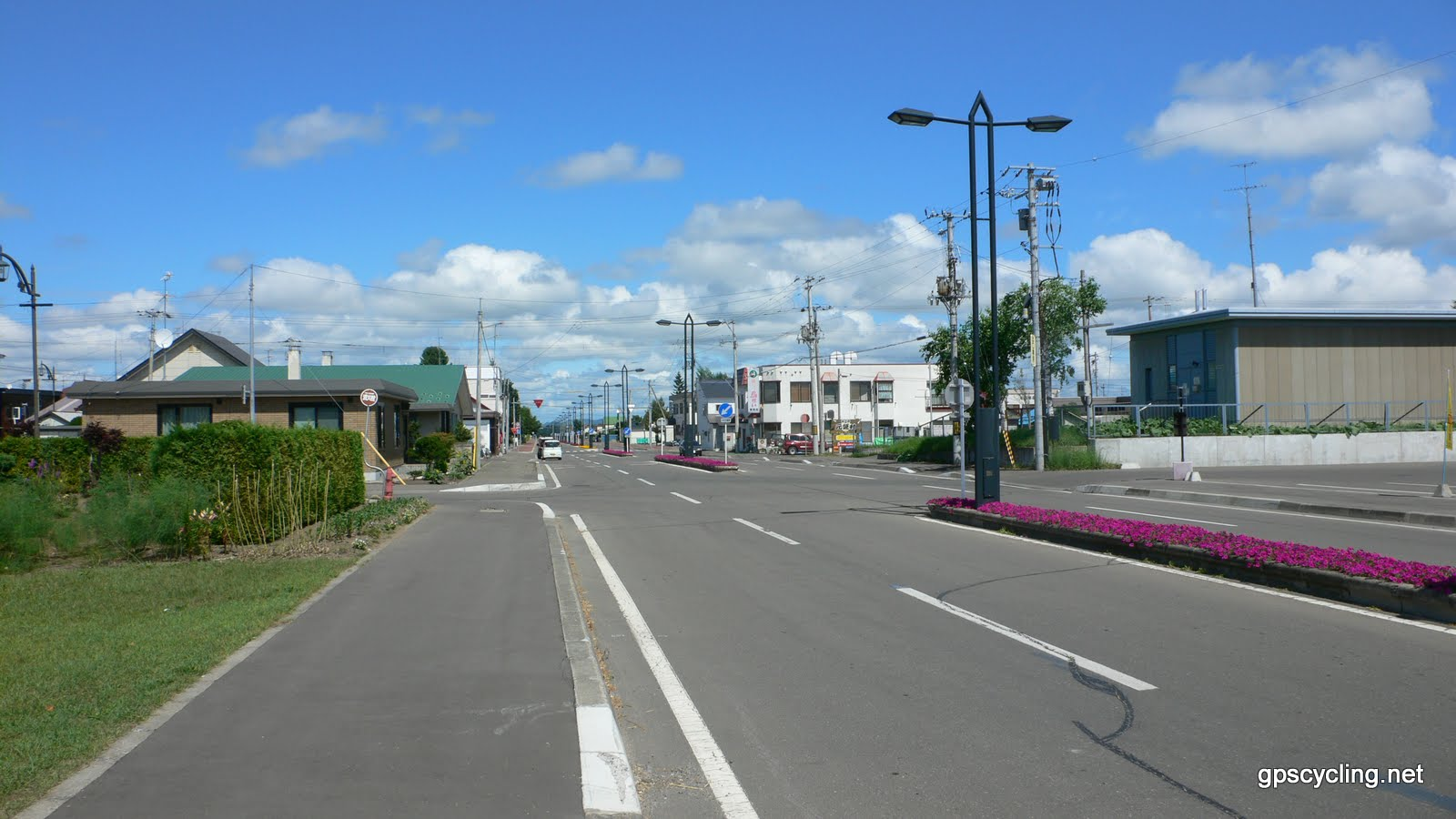
更別村中心部

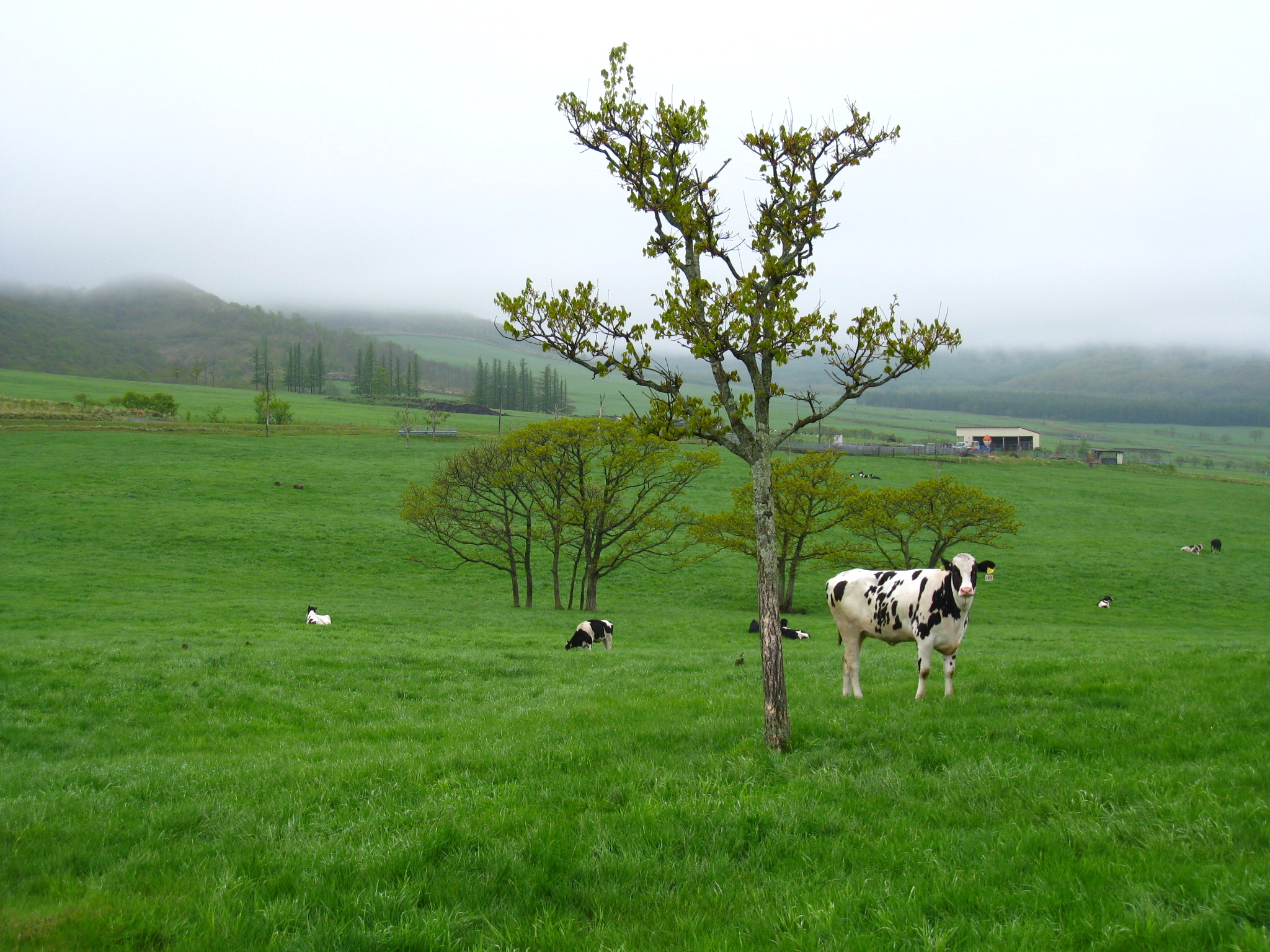
村内の牧場

更別村（さらべつむら）は、北海道十勝総合振興局管内にある村。
十勝総合振興局の南部に位置する。内閣府の「未来技術社会実装事業」、国土交通省の「日本版MaaS 推進・支援事業」、国土交通省の「スマートシティモデルプロジェクト」におけるプロジェクト実施地域。

## 村名の由来
アイヌ語の「サルペッ（sar-pet）」（ヨシ原・川）に由来する。

アイヌ語研究者の山田秀三は、由来について著書『北海道の地名』で次のように考察している。
また、1973年（昭和48年）に国鉄北海道総局が発行した『北海道　駅名の起源』では猿別川由来の説を支持したうえで次のように説明している。

## 地理
十勝総合振興局の南部に位置。村面積の大半は平地・耕地。上更別地区のヤチカンバ生育地（更別湿原）は環境省の「生物多様性の観点から重要度の高い湿地」（重要湿地）に選定されている。
- 山:
- 河川: 猿別川、サラベツ川
- 湖沼:

### 隣接している自治体
- 十勝総合振興局
  - 帯広市
  - 河西郡：中札内村
  - 広尾郡：大樹町
  - 中川郡：幕別町

### 人口
| |                                        |  |
| 更別村と全国の年齢別人口分布（2005年） | 更別村の年齢・男女別人口分布（2005年） |  |
| ■紫色 ― 更別村 ■緑色 ― 日本全国 | ■青色 ― 男性 ■赤色 ― 女性              |  |
| 更別村（に相当する地域）の人口の推移 \| 1970年（昭和45年） \| 4,324人 \| \| \| 1975年（昭和50年） \| 3,787人 \| \| \| 1980年（昭和55年） \| 3,624人 \| \| \| 1985年（昭和60年） \| 3,571人 \| \| \| 1990年（平成2年） \| 3,433人 \| \| \| 1995年（平成7年） \| 3,350人 \| \| \| 2000年（平成12年） \| 3,291人 \| \| \| 2005年（平成17年） \| 3,326人 \| \| \| 2010年（平成22年） \| 3,393人 \| \| \| 2015年（平成27年） \| 3,185人 \| \| \| 2020年（令和2年） \| 3,080人 \| \| |                                        |  |
| 総務省統計局 国勢調査より |                                        |  |
| 1970年（昭和45年） | 4,324人                                |  |
| 1975年（昭和50年） | 3,787人                                |  |
| 1980年（昭和55年） | 3,624人                                |  |
| 1985年（昭和60年） | 3,571人                                |  |
| 1990年（平成2年） | 3,433人                                |  |
| 1995年（平成7年） | 3,350人                                |  |
| 2000年（平成12年） | 3,291人                                |  |
| 2005年（平成17年） | 3,326人                                |  |
| 2010年（平成22年） | 3,393人                                |  |
| 2015年（平成27年） | 3,185人                                |  |
| 2020年（令和2年） | 3,080人                                |  |

## 気候
ケッペンの気候区分によると、更別村は湿潤大陸性気候に属する。寒暖の差が大きく気温の年較差、日較差が大きい顕著な大陸性気候である。降雪量が多く、豪雪地帯に指定されている。冬季は-25℃前後の気温が観測されることが珍しくなく、寒さが厳しい。
| 更別（1991年 - 2020年）の気候      | 更別（1991年 - 2020年）の気候 | 更別（1991年 - 2020年）の気候 | 更別（1991年 - 2020年）の気候 | 更別（1991年 - 2020年）の気候 | 更別（1991年 - 2020年）の気候 | 更別（1991年 - 2020年）の気候 | 更別（1991年 - 2020年）の気候 | 更別（1991年 - 2020年）の気候 | 更別（1991年 - 2020年）の気候 | 更別（1991年 - 2020年）の気候 | 更別（1991年 - 2020年）の気候 | 更別（1991年 - 2020年）の気候 | 更別（1991年 - 2020年）の気候 |
| 月                                 | 1月                           | 2月                           | 3月                           | 4月                           | 5月                           | 6月                           | 7月                           | 8月                           | 9月                           | 10月                          | 11月                          | 12月                          | 年                            |
| ---------------------------------- | ----------------------------- | ----------------------------- | ----------------------------- | ----------------------------- | ----------------------------- | ----------------------------- | ----------------------------- | ----------------------------- | ----------------------------- | ----------------------------- | ----------------------------- | ----------------------------- | ----------------------------- |
| 最高気温記録 °C （°F）             | 8.5 (47.3)                    | 14.5 (58.1)                   | 15.7 (60.3)                   | 29.6 (85.3)                   | 38.0 (100.4)                  | 34.9 (94.8)                   | 36.2 (97.2)                   | 37.1 (98.8)                   | 34.2 (93.6)                   | 29.2 (84.6)                   | 22.1 (71.8)                   | 14.0 (57.2)                   | 38.0 (100.4)                  |
| 平均最高気温 °C （°F）             | −2.7 (27.1)                   | −1.7 (28.9)                   | 2.9 (37.2)                    | 10.3 (50.5)                   | 16.5 (61.7)                   | 19.4 (66.9)                   | 22.7 (72.9)                   | 24.0 (75.2)                   | 20.8 (69.4)                   | 15.0 (59)                     | 7.5 (45.5)                    | −0.1 (31.8)                   | 11.2 (52.2)                   |
| 日平均気温 °C （°F）               | −8.7 (16.3)                   | −7.7 (18.1)                   | −2.2 (28)                     | 4.7 (40.5)                    | 10.6 (51.1)                   | 14.1 (57.4)                   | 17.8 (64)                     | 19.1 (66.4)                   | 15.8 (60.4)                   | 9.3 (48.7)                    | 2.4 (36.3)                    | −5.5 (22.1)                   | 5.8 (42.4)                    |
| 平均最低気温 °C （°F）             | −15.4 (4.3)                   | −15.0 (5)                     | −8.4 (16.9)                   | −0.6 (30.9)                   | 5.0 (41)                      | 9.6 (49.3)                    | 14.0 (57.2)                   | 15.4 (59.7)                   | 11.4 (52.5)                   | 4.1 (39.4)                    | −2.7 (27.1)                   | −11.5 (11.3)                  | 0.5 (32.9)                    |
| 最低気温記録 °C （°F）             | −26.9 (−16.4)                 | −29.0 (−20.2)                 | −25.8 (−14.4)                 | −13.0 (8.6)                   | −4.4 (24.1)                   | 0.6 (33.1)                    | 6.0 (42.8)                    | 6.8 (44.2)                    | 0.5 (32.9)                    | −5.7 (21.7)                   | −15.4 (4.3)                   | −22.7 (−8.9)                  | −29.0 (−20.2)                 |
| 降水量 mm （inch）                 | 56.9 (2.24)                   | 42.4 (1.669)                  | 58.8 (2.315)                  | 71.6 (2.819)                  | 95.8 (3.772)                  | 96.0 (3.78)                   | 119.7 (4.713)                 | 157.3 (6.193)                 | 179.5 (7.067)                 | 118.4 (4.661)                 | 76.8 (3.024)                  | 67.5 (2.657)                  | 1,137.9 (44.799)              |
| 平均降水日数 （≥1.0 mm）           | 6.9                           | 5.9                           | 8.0                           | 8.2                           | 8.7                           | 8.8                           | 9.7                           | 10.9                          | 10.8                          | 8.9                           | 8.6                           | 7.5                           | 103.2                         |
| 平均月間日照時間                   | 147.9                         | 149.2                         | 186.6                         | 186.4                         | 176.0                         | 140.7                         | 120.6                         | 123.4                         | 138.5                         | 168.4                         | 155.8                         | 135.5                         | 1,828.6                       |
| 出典1：Japan Meteorological Agency |                               |                               |                               |                               |                               |                               |                               |                               |                               |                               |                               |                               |                               |
| 出典2：気象庁                      |                               |                               |                               |                               |                               |                               |                               |                               |                               |                               |                               |                               |                               |

## 歴史
- 1947年(昭和22年) 河西郡大正村（現帯広市の一部）から、幸震（こうしん）村、幕別村、別奴（べっちゃろ）村の3大字の各一部が分村、更別村成立。3大字はそのまま本村の大字に継承。
- 1948年(昭和23年) 幕別町から、勢雄（全部）、弘和（一部）の2字を編入。本村内は3大字と2字となる。
- 1952年(昭和27年) 3大字を3字に再編。本村内は5字となる。
  - 幸震村 → 更別
  - 幕別村 → 更別、上更別、更南
  - 別奴村 → 更別

- 2014年(平成27年) 遊具広場「さらべつプレイランド」オープン。

## 経済
農業
畑作はコムギ、テンサイ、ジャガイモ、アズキ、インゲンマメなどが主産物。大規模化・機械化による効率経営を早くから推し進めた地域で、農家1戸あたりの経営面積は十勝管内で最大、全国でも有数。畜産は乳用牛が中心。

### 立地企業
- ＡＷアグリフーズテクノ株式会社 本社・本社工場
- 更別・十勝メガソーラースピードウェイ発電所

### 組合
- 更別村農業協同組合（JAさらべつ）
- 十勝内水面漁業協同組合
- 南十勝森林組合更別支所
- 北海道農業共済組合（NOSAI北海道）更別家畜診療所

### 郵便局
- 更別郵便局（集配局）
- 上更別郵便局

### 宅配便
- ヤマト運輸：道東主管支店中札内センター（帯広市）
- 佐川急便：帯広営業所（帯広市）

## 公共機関

### 国家機関
- 国立研究開発法人水産研究・教育機構
  - 北海道区水産研究所十勝さけます事業所

### 警察
- 帯広警察署更別駐在所

### 消防
- とかち広域消防事務組合更別消防署

## 姉妹都市・提携都市
- 矢本町（宮城県、現東松島市）

## 教育

### 高等学校
- 北海道更別農業高等学校（道立）

### 中学校
- 更別村立更別中央中学校

### 小学校
- 更別村立更別小学校
- 更別村立上更別小学校

### 幼稚園
- 更別幼稚園
- 上更別幼稚園

## 交通

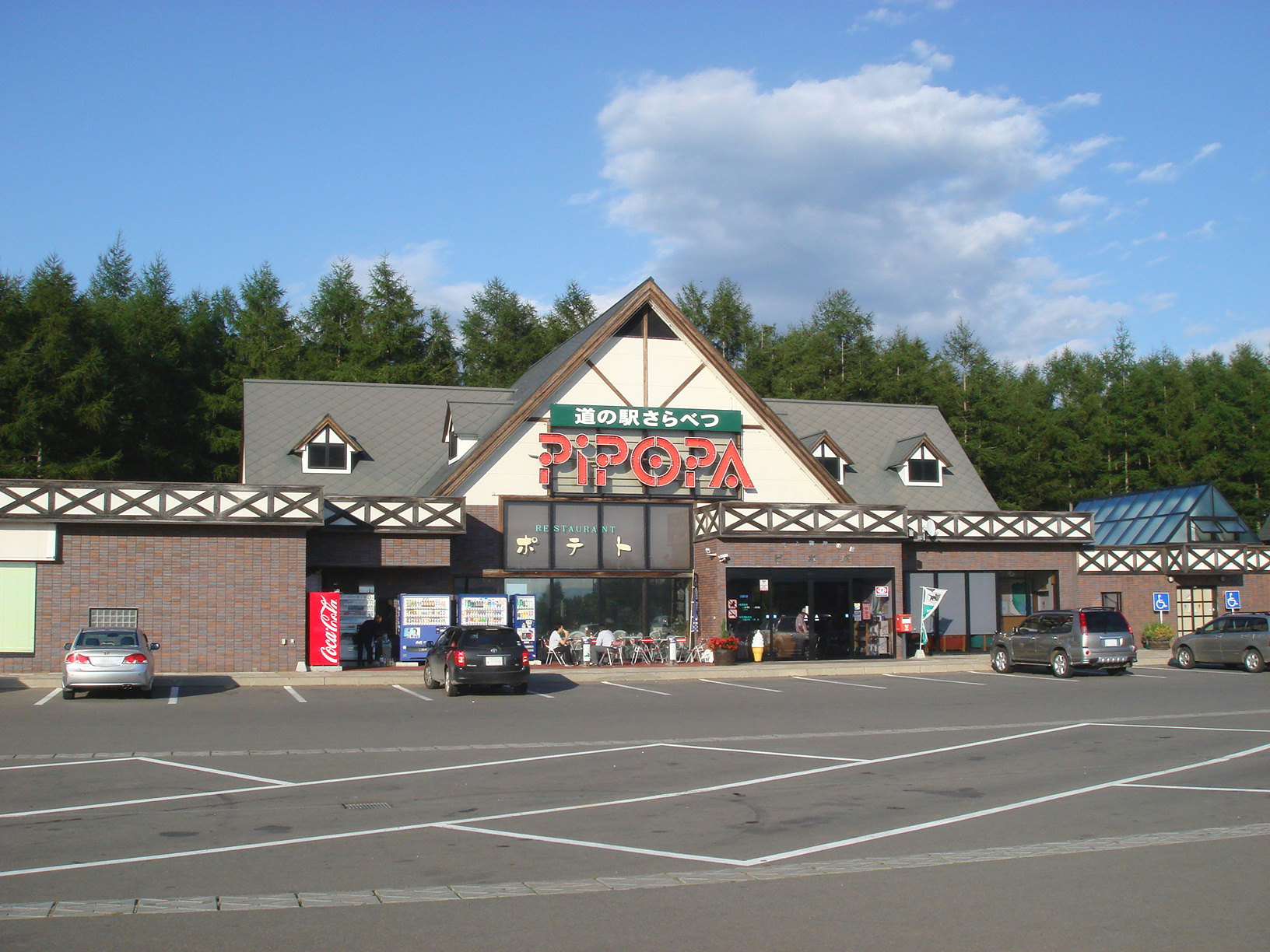
道の駅さらべつ

### 空港
- 帯広空港 （帯広市）

### 鉄道
かつては広尾線が通っていたが廃止された。村内には更別駅、上更別駅が設置されていた。

### バス
- 十勝バス（更別案内所を設置[6]） - 中札内村・帯広市方面、幕別町忠類・大樹町・広尾町方面（国鉄広尾線代替路線）

### 道路
- 高速道路
  - 帯広広尾自動車道更別IC
- 一般国道
  - 国道236号
- 都道府県道
  - 北海道道55号清水大樹線
  - 北海道道210号尾田豊頃停車場線
  - 北海道道238号更別幕別線
  - 北海道道470号更別停車場線
  - 北海道道472号更南更別停車場線
  - 北海道道716号駒畠更別線
- 道の駅
  - さらべつ

## 名所・旧跡・観光スポット・祭事・催事

### 文化財
- 更別湿原のヤチカンバ（北海道指定天然記念物）[7]

### 観光
- さらべつカントリーパーク
- 十勝スピードウェイ
- どんぐり公園

### 祭り・イベント
- さらべつふるさとまつり（8月下旬）
- 十勝24時間レース(7月下旬～8月上旬)
- 全日本ママチャリ12時間耐久レース(8月)
- 国際トラクターBAMBA(7月)

## 出身有名人
- ミナコ（お笑い芸人、どんぐりパワーズ）女芸人No.1決定戦 THE W決勝進出　今宮戎マンザイ新人コンクール　福笑い大賞受賞）
- 大津広美（スピードスケート選手、トリノオリンピック女子チームパシュート4位）
- 佐藤博文（弁護士）
- Shota（ALvinoのヴォーカリスト）